# Liste der Kulturdenkmale in Berlin-Baumschulenweg

Lage von Baumschulenweg in Berlin

In der Liste der Kulturdenkmale von Baumschulenweg sind die Kulturdenkmale des Berliner Ortsteils Baumschulenweg im Bezirk Treptow-Köpenick aufgeführt.

## Denkmalbereiche (Ensembles)
| Nr.      | Lage                                                                                    | Offizielle Bezeichnung                                                                                                   | Beschreibung / Bestandteile                                              | Bild                                |
| -------- | --------------------------------------------------------------------------------------- | --- | ------------------------------------------------------------------------ | ----------------------------------- |
| 09045226 | Späthstraße 77–85, 88, 96 Britzer Allee Chris-Gueffroy-Allee 52 Königsheideweg 2 (Lage) | Baumschule Späth Baudenkmale siehe: Chris-Gueffroy-Allee 52 Späthstraße 80–81, 88 Gartendenkmal siehe: Späthstraße 80–81 | Weiterer Bestandteil des Ensembles:                                      | Weiterer Bestandteil des Ensembles: |
| 09045226 | Späthstraße 77–85, 88, 96 Britzer Allee Chris-Gueffroy-Allee 52 Königsheideweg 2 (Lage) | Baumschule Späth Baudenkmale siehe: Chris-Gueffroy-Allee 52 Späthstraße 80–81, 88 Gartendenkmal siehe: Späthstraße 80–81 | 09045230 – Späthstraße 80–81, Packhalle, 1926 von Paul Schultze-Naumburg |                                     |

## Denkmalbereiche (Gesamtanlagen)
| Nr.      | Lage | Offizielle Bezeichnung                                                    | Beschreibung | Bild                                     |
| -------- | --- | ------------------------------------------------------------------------- | --- | ---------------------------------------- |
| 09020307 | Baumschulenstraße 38–55 Dornbrunner Straße 22–38 Frauenlobstraße 41–53 Hallberger Zeile 2/20, 7/9 Radenzer Straße 48/56 Südostallee 3/11G, 19C, 21/27 (Lage) | Siedlungen der Reichsbahn                                                 | 1927–1934 von Walter Kaas                                                                                           |                                          |
| 09020307 | Baumschulenstraße 38–55 Dornbrunner Straße 22–38 Frauenlobstraße 41–53 Hallberger Zeile 2/20, 7/9 Radenzer Straße 48/56 Südostallee 3/11G, 19C, 21/27 (Lage) | Siedlungen der Reichsbahn                                                 | Erweiterung, 1938–1940 von Arthur Poeschla                                                                          |                                          |
| 09020299 | Baumschulenstraße 79–83 (Lage) | Evangelische Kirche Zum Vaterhaus und Höhere Mädchenschule Baumschulenweg | Kirche mit Pfarr- und Gemeindehaus, 1910–1912 von Heinrich Reinhardt & Georg Süßenguth                              | Kirche Zum Vaterhaus                     |
| 09020299 | Baumschulenstraße 79–83 (Lage) | Evangelische Kirche Zum Vaterhaus und Höhere Mädchenschule Baumschulenweg | Mädchenschule mit Lehrerwohnhaus, 1910–1912 von Heinrich Reinhardt & Georg Süßenguth                                | Kirche Zum Vaterhaus                     |
| 09020196 | Behringstraße 5/11 (Lage) | Mietshäuser                                                               | 1897–1898 von Emil Grosser                                                                                          | Behringstraße 5                          |
| 09020201 | Behringstraße 13/19, 38/48 Ernststraße 11/23 Marientaler Straße 3/11, 6/20, 17/23 (Lage)                                                                     | Reihenhäuser der Berliner Baugenossenschaft                               | Behringstraße 13/19, 1893–1896 vom Entwurfsbüro der Berliner Baugenossenschaft (Gabriel Wohlgemuth, Helbig, Syring) |                                          |
| 09020201 | Behringstraße 13/19, 38/48 Ernststraße 11/23 Marientaler Straße 3/11, 6/20, 17/23 (Lage)                                                                     | Reihenhäuser der Berliner Baugenossenschaft                               | Behringstraße 38/48                                                                                                 | Behringstraße 38                         |
| 09020201 | Behringstraße 13/19, 38/48 Ernststraße 11/23 Marientaler Straße 3/11, 6/20, 17/23 (Lage)                                                                     | Reihenhäuser der Berliner Baugenossenschaft                               | Ernststraße 11/23                                                                                                   |                                          |
| 09020201 | Behringstraße 13/19, 38/48 Ernststraße 11/23 Marientaler Straße 3/11, 6/20, 17/23 (Lage)                                                                     | Reihenhäuser der Berliner Baugenossenschaft                               | Marientaler Straße 3/11                                                                                             |                                          |
| 09020201 | Behringstraße 13/19, 38/48 Ernststraße 11/23 Marientaler Straße 3/11, 6/20, 17/23 (Lage)                                                                     | Reihenhäuser der Berliner Baugenossenschaft                               | Marientaler Straße 6/20                                                                                             |                                          |
| 09020201 | Behringstraße 13/19, 38/48 Ernststraße 11/23 Marientaler Straße 3/11, 6/20, 17/23 (Lage)                                                                     | Reihenhäuser der Berliner Baugenossenschaft                               | Marientaler Straße 17/23                                                                                            |                                          |
| 09020304 | Güldenhofer Ufer 8/12 Glanzstraße 12–17 Scheiblerstraße 13, 13A, 14 (Lage)                                                                                   | Siedlung                                                                  | 1929–1930 von Wilhelm Oehme und A.E. Schneider                                                                      | Güldenhofer Ufer 12                      |
| 09020282 | Kiefholzstraße 274–275 (Lage) | Gemeindeschule Baumschulenweg                                             | Schule, 1900–1901 von Eugen Kühn, Erweiterungen um 1910–1925                                                        |                                          |
| 09020282 | Kiefholzstraße 274–275 (Lage) | Gemeindeschule Baumschulenweg                                             | Turnhalle |                                          |
| 09020282 | Kiefholzstraße 274–275 (Lage) | Gemeindeschule Baumschulenweg                                             | Lehrerwohnhaus, 1928                                                                                                |                                          |
| 09020300 | Köpenicker Landstraße 245/259 Baumschulenstraße 2–4 Neue Krugallee 210/230 Rodelbergweg 2/4 (Lage)                                                           | Siedlung                                                                  | 1929–1930 von Paul Rudolf Henning                                                                                   | Baumschulenstraße, Köpenicker Landstraße |
| 09020253 | Wohlgemuthstraße 18/34 (Lage) | Reihenhäuser der Berliner Baugenossenschaft                               | 9 Reihenhäuser, 1903–1905 von der Bauabteilung der Berliner Baugenossenschaft (Kristeller, E. Syring, W. Liefert)   | Wohlgemuthstraße 18                      |

## Baudenkmale
| Nr.      | Lage                                     | Offizielle Bezeichnung                                                                | Beschreibung                                                                   | Bild                       |
| -------- | ---------------------------------------- | ------------------------------------------------------------------------------------- | ------------------------------------------------------------------------------ | -------------------------- |
| 09020321 | Baumschulenstraße Glanzstraße (Lage)     | S-Bahnhof Baumschulenweg                                                              | Empfangsgebäude West, 1902–1916                                                |                            |
| 09020321 | Baumschulenstraße Glanzstraße (Lage)     | S-Bahnhof Baumschulenweg                                                              | Empfangsgebäude Ost, 1902–1916                                                 |                            |
| 09020321 | Baumschulenstraße Glanzstraße (Lage)     | S-Bahnhof Baumschulenweg                                                              | Stellwerk und Schalthaus                                                       |                            |
| 09020321 | Baumschulenstraße Glanzstraße (Lage)     | S-Bahnhof Baumschulenweg                                                              | Bahnsteig A, verschoben gegen 2009, die Dachkonstruktion wurde wiederverwendet | S-Bahnhof                  |
| 09020321 | Baumschulenstraße Glanzstraße (Lage)     | Teilverlust: S-Bahnhof                                                                | Bahnsteig C, abgerissen gegen 2009                                             |                            |
| 09020321 | Baumschulenstraße Glanzstraße (Lage)     | Teilverlust: S-Bahnhof                                                                | Bahnsteig B mit Schalthaus, Dachkonstruktion wiederverwendet                   |                            |
| 09020321 | Baumschulenstraße Glanzstraße (Lage)     | Teilverlust: S-Bahnhof                                                                | Eisenbahnbrücken, Hartungsche Säulen im Eingangsbereich benutzt                |                            |
| 09020292 | Baumschulenstraße 92 (Lage)              | Wohn- und Geschäftshaus                                                               | 1927–1928 von Friedrich Brinkmann                                              |                            |
| 09020292 | Baumschulenstraße 92 (Lage)              | Wohn- und Geschäftshaus                                                               | Portalplastik Merkur, 1927 von Walter Kreußel                                  |                            |
| 09020279 | Behringstraße 50 (Lage)                  | Villa                                                                                 | 1918–1919 von Wilhelm Peters                                                   |                            |
| 09045228 | Chris-Gueffroy-Allee 52 (Lage)           | Angestelltenwohnhaus der Baumschule Späth Bestandteil des Ensembles: Baumschule Späth | um 1885                                                                        | Späth Angestelltenwohnhaus |
| 09045228 | Chris-Gueffroy-Allee 52 (Lage)           | Angestelltenwohnhaus der Baumschule Späth Bestandteil des Ensembles: Baumschule Späth | Stallgebäude                                                                   |                            |
| 09020331 | Ernststraße 5 (Lage)                     | Mietshaus                                                                             | 1894–1895 von Bruno Möhring                                                    | Ernststraße 5              |
| 09020341 | Scheiblerstraße 6 Rodelbergweg 10 (Lage) | Mietshaus                                                                             | 1910–1911 von C. Kaun & G. Krajewski                                           | Scheiblerstraße 6          |
| 09020340 | Scheiblerstraße 27 (Lage)                | Wohnhaus                                                                              | 1901                                                                           |                            |
| 09045229 | Späthstraße 80–81 (Lage)                 | Wohnhaus Späth Bestandteil des Ensembles: Baumschule Späth                            | Wohnhaus, 1874, Umbau 1890–1891 und 1894                                       | Herrenhaus                 |
| 09045229 | Späthstraße 80–81 (Lage)                 | Wohnhaus Späth Bestandteil des Ensembles: Baumschule Späth                            | Verwaltungsgebäude                                                             |                            |
| 09045229 | Späthstraße 80–81 (Lage)                 | Wohnhaus Späth Bestandteil des Ensembles: Baumschule Späth                            | Pförtnerei                                                                     |                            |
| 09045229 | Späthstraße 80–81 (Lage)                 | Wohnhaus Späth Bestandteil des Ensembles: Baumschule Späth                            | Pferdestall                                                                    |                            |
| 09045229 | Späthstraße 80–81 (Lage)                 | Wohnhaus Späth Bestandteil des Ensembles: Baumschule Späth                            | Remisengebäude                                                                 | Remisengebäude             |
| 09045227 | Späthstraße 88 (Lage)                    | Wohnhaus Bestandteil des Ensembles: Baumschule Späth                                  | 1890–1891 von F. Wurgall und E. Martin                                         | Späth-Arboretum Wohnhaus   |

## Gartendenkmale
| Nr.      | Lage                                | Offizielle Bezeichnung                                               | Beschreibung | Bild             |
| -------- | ----------------------------------- | -------------------------------------------------------------------- | --- | ---------------- |
| 09046275 | Kiefholzstraße 221 (Lage)           | Alter Städtischer Friedhof                                           | Vorplatz zum Haupteingang, 1913 von Ernst Harrich                                                                | Friedhofseingang |
| 09046275 | Kiefholzstraße 221 (Lage)           | Alter Städtischer Friedhof                                           | Hauptallee zwischen Eingang und Krematorium                                                                      |                  |
| 09046275 | Kiefholzstraße 221 (Lage)           | Alter Städtischer Friedhof                                           | Grabstättenbereich für die Gefallenen des Ersten Weltkriegs                                                      |                  |
| 09046275 | Kiefholzstraße 221 (Lage)           | Alter Städtischer Friedhof                                           | Gedenkstätte für ermordete KZ-Häftlinge                                                                          |                  |
| 09046275 | Kiefholzstraße 221 (Lage)           | Alter Städtischer Friedhof                                           | Urnengrabfelder G, H1 und H2                                                                                     |                  |
| 09046275 | Kiefholzstraße 221 (Lage)           | Alter Städtischer Friedhof                                           | Grabstätte Alfred Grotjahn                                                                                       |                  |
| 09046094 | Köpenicker Landstraße 78/148 (Lage) | Freiflächen und Plastiken im Vorgartenbereich                        | Freiflächen |                  |
| 09046094 | Köpenicker Landstraße 78/148 (Lage) | Freiflächen und Plastiken im Vorgartenbereich                        | Plastiken von Arthur Wellmann, 1930er Jahre                                                                      |                  |
| 09046096 | Späthstraße 77–81 (Lage)            | Arboretum Baumschulenweg Bestandteil des Ensembles: Baumschule Späth | Jubiläumsallee, 1874–1879 von Gustav Meyer und der Firma Ludwig Späth, seit 1963 Neugestaltungen und Ergänzungen | Arboretum        |
| 09046096 | Späthstraße 77–81 (Lage)            | Arboretum Baumschulenweg Bestandteil des Ensembles: Baumschule Späth | Rosarium |                  |
| 09046096 | Späthstraße 77–81 (Lage)            | Arboretum Baumschulenweg Bestandteil des Ensembles: Baumschule Späth | Alpinum 1928–1929                                                                                                |                  |